# 瑟斯頓冰川
瑟斯頓冰川（英語：Thurston Glacier）是南極洲的冰川，位於瑪麗伯德地的錫普爾島，流經錫普爾山東南坡，長約28公里，美國地質調查局根據測量和該國海軍的空中照片繪入地圖，現時由南極條約體系管理。